# Heartbeat (Don Johnson)
| Recensione       | Giudizio |
| ---------------- | -------- |
| AllMusic         |          |
| Robert Christgau | C+       |

Heartbeat è il primo album in studio dell'attore e cantante statunitense Don Johnson, pubblicato nel 1986.

## Tracce

### LP
Lato A
1. Heartbeat – 4:20 (Eric Kaz, Wendy Waldman)
2. Voice on a Hotline – 4:05 (Bill LaBounty, Kathy Wakefield)
3. The Last Sound Love Makes – 4:27 (John Capek, Sam Egorin, Tony Sciuto)
4. Lost in Your Eyes – 4:33 (Tom Petty)
5. Coco Don't – 3:33 (Peter Kaye, Nan O'Byrne)

Lato B
1. Heartache Away – 4:49 (Steve Cochran)
2. Love Roulette – 4:20 (Don Johnson, Mark Leonard)
3. Star Tonight – 2:54 (Bob Seger)
4. Gotta Get Away – 4:27 (Chas Sanford)
5. Can't Take Your Memory – 4:30 (Don Johnson, Curly Smith)

### CD
Edizione CD del 1998, pubblicato dalla Razor & Tie Records (82168-2)
1. Heartbeat – 4:20 (Eric Kaz, Wendy Waldman)
2. Voice on a Hotline – 4:05 (Bill LaBounty, Kathy Wakefield)
3. The Last Sound Love Makes – 4:27 (John Capek, Sam Egorin, Tony Sciuto)
4. Lost in Your Eyes – 4:33 (Tom Petty)
5. Coco Don't – 3:33 (Peter Kaye, Nan O'Byrne)
6. Heartache Away – 4:49 (Steve Cochran)
7. Love Roulette – 4:20 (Don Johnson, Mark Leonard)
8. Star Tonight – 2:54 (Bob Seger)
9. Gotta Get Away – 4:27 (Chas Sandford)
10. Can't Take Your Memory – 4:30 (Don Johnson, Curly Smith)
11. Other People's Lives – 5:25 (Diane Warren) – Traccia bonus
12. Angel City – 4:22 (Dave Resnik, Don Johnson, Keith Diamond, Michael Des Barres) – Traccia bonus
13. When You Only Loved Me – 3:55 (Harold Allen, Jeff Daniels) – Traccia bonus
14. Let It Roll – 4:21 (Don Johnson, Keith Diamond) – Traccia bonus
15. What If It Takes All Night – 4:06 (Clyde Lieberman, Jeffrey Pescetto, Richard James Burgess) – Traccia bonus
16. Little One's Lullaby – 3:24 (Don Johnson, Keith Diamond) – Traccia bonus

## Musicisti
Heartbeat
- Don Johnson - voce solista
- Chas Sandford - chitarre, chitarra solo
- Charles Judge - tastiere
- Mark Leonard - basso
- Curly Smith - batteria
- Bill Champlin - accompagnamento vocale
- Tamara Champlin - accompagnamento vocale

Voice on a Hotline
- Don Johnson - voce solista
- Chas Sandford - chitarra
- Charles Judge - tastiere
- Bill Champlin - tastiere
- Mark Leonard - basso
- Curly Smith - batteria
- Bill Champlin - accompagnamento vocale
- Tamara Champlin - accompagnamento vocale

The Last Sound Love Makes
- Don Johnson - voce solista
- Chas Sandford - chitarre, accompagnamento vocale
- Dweezil Zappa - chitarra solo
- Charles Judge - tastiere
- Mark Leonard - basso
- Curly Smith - batteria
- Bill Champlin - accompagnamento vocale
- Tamara Champlin - accompagnamento vocale

Lost in Your Eyes
- Don Johnson - voce solista
- Chas Sandford - chitarre
- Charles Judge - tastiere
- Mark Leonard - basso
- Curly Smith - batteria
- Bonnie Raitt - armonie vocali

Coco Don't
- Don Johnson - voce solista
- Chas Sandford - chitarra, accompagnamento vocale
- Charles Judge - tastiere
- Bill Champlin - tastiere, accompagnamento vocale
- Earl Gardner - corno
- Lenny Pickett - corno, sassofono (solo)
- Mark Leonard - basso
- Curly Smith - batteria
- Tamara Champlin - accompagnamento vocale
- Michael Des Barres - accompagnamento vocale

Heartache Away
- Don Johnson - voce solista
- Chas Sandford - chitarra, pianoforte, tambourine
- Stevie Ray Vaughan - chitarra (solo)
- Ron Wood - chitarra acustica
- Charles Judge - tastiere
- Bill Champlin - organo
- Mark Leonard - basso
- Curly Smith - batteria
- Bonnie Raitt - armonie vocali

Love Roulette
- Don Johnson - voce solista
- Chas Sandford - chitarra, accompagnamento vocale
- Dickey Betts - chitarra
- Ron Wood - chitarra, armonie vocali
- Stevie Ray Vaughan - chitarra (solo)
- Charles Judge - tastiere
- Earl Gardner - corno
- Lenny Pickett - corno
- Mark Leonard - basso
- Curly Smith - batteria
- Bill Champlin - accompagnamento vocale
- Tamara Champlin - accompagnamento vocale
- Jamie Skylar - accompagnamento vocale

Star Tonight
- Don Johnson - voce solista
- Chas Sandford - chitarra
- Mickey Raphael - armonica
- Mark Leonard - basso
- Curly Smith - batteria
- Willie Nelson - voce solista, armonie vocali

Gotta Get Away
- Don Johnson - voce solista
- Chas Sandford - chitarra
- Charles Judge - tastiere
- Mark Leonard - basso
- Curly Smith - batteria

Can't Take Your Memory
- Don Johnson - voce solista
- Charles Judge - tastiere
- Mark Leonard - basso

Other People's Lives
- Don Johnson - voce solista, accompagnamento vocale
- Ira Siegel - chitarra, chitarra solo
- Kennan Keating - chitarra
- Keith Diamond - tastiere
- Paul Fresco - basso
- Omar Hakim - batteria
- Curtis King - accompagnamento vocale
- Joe Lynn Turner - accompagnamento vocale
- Michael Camacho - accompagnamento vocale
- Tracy Amos - accompagnamento vocale

Angel City
- Don Johnson - voce, accompagnamento vocale, cori, party people
- Dave Resnik - chitarra
- Ira Siegel - chitarra
- Steve Jones - chitarra
- Keith Diamond - tastiere, basso, party people
- Ron Schwartz - tastiere
- Danny Wilensky - sassofono (solo), arrangiamento strumenti a fiato
- Chris Botti - tromba (solo)
- Kent Smith - tromba
- Carl James - basso
- John Keane - batteria
- Bashiri Johnson - percussioni
- Chrissy Faith - accompagnamento vocale
- Janice Dempsey - accompagnamento vocale
- Rock Wilk - accompagnamento vocale
- Tracy Amos - accompagnamento vocale
- Yogi Lee - accompagnamento vocale
- Anna Mewbourne - party people
- Kenny Calman - party people
- Melanie Griffith - party people
- Mike Sobeck - party people

When You Only Loved Me
- Don Johnson - voce
- Jeff Daniels - chitarra
- Keith Diamond - tastiere
- Acar Key - cymbal
- Leon Pendarvis - arrangiamento strumenti a fiato

Let It Roll
- Don Johnson - voce
- Paul Pesco - chitarra
- Keith Diamond - tastiere, basso, batteria
- Larry Russell - basso
- J.T. Lewis - batteria
- Terry Silverlight - batteria
- Cindi Mizelle - accompagnamento vocale
- Janice Dempsey - accompagnamento vocale
- Lauren Kinhan - accompagnamento vocale
- Louis Merlino - accompagnamento vocale

What If It Takes All Night
- Don Johnson - voce
- Paul Pesco - chitarra acustica (solo), chitarra
- Keith Diamond - tastiere, sintetizzatore fairlight, finger snaps, percussioni
- Mike Jewell - tastiere
- EBN (Ned Liben) - sintetizzatore fairlight
- Wayne Brathwaite - basso
- Omar Hakim - batteria
- Leon Pendarvis - arrangiamento strumenti a fiato
- Audrey Wheeler - accompagnamento vocale
- Barbra Streisand -  accompagnamento vocale
- Debbie Cole - accompagnamento vocale
- Janice Dempsey - accompagnamento vocale
- Jill Dell'Abate - accompagnamento vocale
- Yogi Lee - accompagnamento vocale

Little One's Lullaby
- Don Johnson - voce, chitarra
- Paul Pesco - chitarra
- Keith Diamond - tastiere

Note aggiuntive
- Chas Sandford - produttore
- Lisa Mary Allen - assistente alla produzione
- Registrazioni (in digitale) e mixaggio effettuate al "Criteria Recording Studios", North Miami, Florida
- Gary McGachan - ingegnere delle registrazioni
- Dave Axelbaum - secondo ingegnere delle registrazioni
- Mastering effettuato da Steven Marcussen e Stuart Furusho al "Precision Lacquer", Hollywood, California
- Frank Olinsky/Manhattan Design - art direction copertina album
- Roberta Ludlow - illustrazione copertina album
- Mary Ellen Mark - foto retrocopertina e foto interne (parte sinistra) copertina album
- Stephen Frailey - foto interne (parte destra) copertina album
- Jerry Tobias, Glenn Watson, Diane Sillan - foto collage
- Mark Penberthy - illustrazioni interne copertina album
- Jerry Tobias - foto interne copertina album[6]

## Classifica
Album
| Anno | Classifica    | Posizione raggiunta |
| ---- | ------------- | ------------------- |
| 1986 | Billboard 200 | 17                  |